# نيكولو رينالدي
نيكولو رينالدي (بالإيطالية: Niccolò Rinaldi)‏ هو موظف مدني وسياسي إيطالي، ولد في 1962 في فلورنسا في إيطاليا. حزبياً، نشط في ايطاليا القيم ‏. في انتخابات البرلمان الأوروبي 2009، انتخب عضو في البرلمان الأوروبي عن دائرة إيطاليا لترشحه ضمن   قائمة مستقل، وقد انضم خلال فترته النيابية (14 يوليو 2009 – 30 يونيو 2014)  للكتلة البرلمانية مجموعة تحالف الليبراليون والديمقراطيون من أجل أوروبا ‏.